# Oky Doky
Oky Doky (lautsprachlich: ['ouki 'douki]) ist eine Puppe und Hauptfigur einer US-amerikanischen TV-Kinderfilm-Serie, die von 1948 bis 1949 unter dem Titel "The Adventures of Oky Doky" (Die Abenteuer von Oky Doky) und später unter dem Titel "Oky Doky's Ranch" (Der Bauernhof von Oky Doky) lief.

## Geschichte
Das Programm wurde auf dem DuMont Television Network-Kanal donnerstags um 7 Uhr früh 30 Minuten lang gesendet, ab 1949 zweimal wöchentlich a 15 Minuten. Es begann am 4. November 1948 und endete am 26. Mai 1949. 
Nach diesem Vorbild wurden einige ähnliche Charaktere geschaffen, so Howdy Doody mit einer Cowboy-Puppe in einem Western-Film.
Die Puppe Oky Doky wurde vom Puppenmacher Raye Copeland erschaffen und wurde schon vor der TV-Reihe in einer Kindermode-Sendung gezeigt, die Tots, Tweens and Teens hieß.

## Zum Inhalt
Oky Doky betrieb einen Hof, auf dem Kinder spielten und immer neue Abenteuer erlebten. Dayton Allen fertigte die Puppen und war die Stimme von Oky Doky.

## Trivia
Im Deutschen wird der Ruf "Oky Doky" gelegentlich verwendet sowohl als Abschiedsfloskel oder Gruß, als auch als Zustimmung im Sinn von O.K.